# Azy-sur-Marne
Azy-sur-Marne är en kommun i departementet Aisne i regionen Hauts-de-France i norra Frankrike. Kommunen ligger  i kantonen Château-Thierry som ligger i arrondissementet Château-Thierry. År 2022 hade Azy-sur-Marne 370 invånare.

## Befolkningsutveckling
Antalet invånare i kommunen Azy-sur-Marne
Referens: INSEE